# ريح

تيار الحمل الصاعد يُشكل منطقة ذات ضغط منخفض فوق اليابسة.

الريح أو الرياح هي عبارة عن انتقال أو تحرّك للكتل الهوائيّة من منطقة إلى أخرى بشكل أفقي في الجو، وذلك تبعًا لاختلاف قيم الضغط الجوي من منطقة إلى أخرى؛ بحيث تتحرّك الرياح دائمًا حركة تسارعيّة من المناطق ذات الضغط الجوي المرتفع إلى المناطق ذات الضغط الجوي المنخفض.
يمكن تعريفها بأنها تلاحم واختلاط وتلاقي البرودة بالحرارة وتعرف أيضا بالحركة،  أو انتقال الكتل الهوائية في الاتجاه الأفقي، وتتحرك الرياح نتيجة فروق الضغط الجوي، فالرياح تتحرك حركة تسارعية من مناطق الضغط المرتفع إلى مناطق الضغط المنخفض.و يحدث انحراف في حركة الرياح نتيجة دوران الكوكب - وتعرف العلاقة بين الرياح والضغط الجوي بتأثير كوريوليس، إلا عند خط الاستواء؛ حيث تعرف هذه العلاقة باسم المعادلة الجيوستروفية للرياح.
بتوصيل خطوط بين نقط تساوي الضغط، يتم الحصول على صورة سريعة للرياح. وتسمى هذه الخطوط بخطوط تساوي الضغط، فإذا كانت متقاربة، كان ذلك دلالة على شدة الرياح وقوتها، ويدل تباعدها على انخفاض الشدة وضعفها، ويتناسب اتجاه الرياح مع مواضع الضغط المرتفع والمنخفض حسب المنطقة. وتهب الرياح في نصف الكرة الأرضية الشمالية في اتجاه دوران عقارب الساعة، حول مناطق الضغط المرتفع، وفي اتجاه معاكس لاتجاه دوران عقارب الساعة، حول مناطق الضغط المنخفض.

## نشأة الرياح وخصائصها
المصدر الأول لطاقة الرياح هو الطاقة الشمسية ويقدر بأن 1% من قيمة الإشعاع الشمسي الإجمالي الساقط التي تصل سطح الأرض يتم تحويلها إلى طاقة الرياح. وذلك للأسباب التالية؛
- تباين تسخين الأرض ما بين خط الاستواء والقطبين الشمالي والجنوبي حيث تكون المناطق القريبة من خط الاستواء أقرب للوضع العمودي على أشعة الشمس وبالتالي تتلقى كمية من الإشعاع الشمسي أكبر بكثير من تلك المناطق القريبة من القطبين. وبسبب سخونة سطح الأرض عن خط الاستواء فإن طبقة الهواء التي تعلوها تسخن بدورها كل يوم، وتقل كثافتها ثم ترتفع لأعلى محدثة خلخلة في ضغط الهواء، بينما يحدث العكس في المناطق القطبية حيث يكون سطح الأرض بارداً فتبرد طبقة الهواء التي تعلوه وترتفع كثافتها وتهبط لأسفل ويزيد ضغطها فتندفع إلى المناطق الساخنة المنخفضة الضغط القريبة من سطح الأرض بينما يحل محلها الهواء الساخن المرتفع القادم من المناطق الاستوائية الأكثر حرارة خاصة القارة الأفريقية، وهذا التأثير يحدث على مستوى سطح الكرة الأرضية تقريبا الثلث.
- تباين تسخين الأرض والبحار والمحيطات حيث تتميز المياه بسعتها الحرارية الكبيرة بالمقارنة باليابسة، لذا فإنه أثناء النهار تسخن الأرض بسرعة بتأثير الإشعاع الشمسي والمياه ببطئ مما يجعل طبقات الهواء التي تعلو الأرض أكثر سخونة وأقل كثافة وضغطاً فترتفع لأعلى وتحل محلها طبقات الهواء الواقعة فوق سطح المياه الأقل سخونة والأكثر كثافة وضغطاً، بينما يحدث العكس ليلاً عندما تبرد الأرض بسرعة بينما تظل المياه أكثر سخونة.[4] وبعد هذا التأثير أيضاً واسع المدى، والمساحة، يُسمى أحياناً نسيم البر، ونسيم البحر.
- تباين تسخين الوديان والتلال والجبال ويحدث بطريقة مشابهة للتأثير السابق من حيث زيادة سخونة المناطق المرتفعة من تلال وجبال عن الوديان نهاراً، ويحدث العكس ليلاً. ويعد هذا التأثير محلياً يرتبط بطبوغرافية المواقع والأماكن.
- دوران الأرض حول محورها، حيث تدور الأرض حول محورها[5] الواصل بين القطبين الشمالي والجنوبي بسرعة زاوية ثابتة ولكن السرعة الخطية الفعلية تصل إلى أقصاها عند خط الاستواء وهي حوالي 1600 كم/ ساعة تنخفض إلى الصفر عند القطبين مما يؤدي إلى حركة كتل الهواء فوق مناطق خطوط العرض المختلفة بسرعات مختلفة.

القاعدة العامة هي أن سرعات الرياح تتزايد بزيادة الارتفاع، وإن كان هناك بعض الحالات التي تكون فيها هذه القاعدة معكوسة وعلى الأخص في الممرات الجبلية، وتتحرك طبقات الهواء الملاصقة لسطح الأرض بسرعات أقل كثيراً من المناطق المرتفعة بسبب الاحتكاك الناتج بين هذه الطبقات من سطح الأرض.
الرياح تتحرك من مناطق الضغط الجوي المرتفع إلى مناطق الضغط الجوي المنخفض، وبسبب دوران الأرض حول نفسها فالرياح لا تتجه بشكل مباشر من مناطق الضغط المرتفع إلى مناطق الضغط المنخفض بل إنها تنحرف إلى اليمين من اتجاهها في نصف الكرة الأرضية الشمالي، وإلى اليسار من اتجاهها في نصف الكرة الأرضية الجنوبي، وهذه القوة تسمى قوة كوريوليس أو تسمى قانون فرل.

## تصنيفات

### الشدة
تقسم شدة الرياح إلى درجات مختلفة حسب شدتها (سرعتها) وضغطها؛ الرياح ذات السُرعات العالية جدا تُسمى العاصفة.

### وقت الحدوث
في بعض المناطق من الكرة الأرضية تهب رياح بصفة منتظمة، إما دائمة أو موسمية.
فقط وتكون في النصف الشمالي من الكرة الارضية باتجاه عقارب الساعة وتكون عكس عقارب الساعة في النصف الجنوبي للكرة الارضية

## أنواع الرياح
1. دائمة: ولها ثلاث أنواع تجارية، وعكسية، وقطبية.
2. موسمية: ولها نوعان موسمية صيفية، وموسمية شتوية.
3. محلية: ولها ثلاث أنواع سموم، وخماسين، وشمالية مثل رياح الميسترال وتهب على المقاطعات الفرنسية الواقعة على البحر الابيض المتوسط.
4. يومية: ولها نوعان: إما أن تكون نسيم بر وبحر، أو نسيم جبل ووادي.

### رياح البرج
رياح البرج هي رياح حارة جافة - من نموذج الفوهن - تهب في فصل الشتاء في جنوب أفريقيا من الهضبة تجاه المناطق الساحلية المنخفضة، حيث يكون الضغط مرتفعاً فوق الهضبة، ومنخفضاً فوق المحيط، وفي أثناء هبوط الهواء ترتفع درجة حرارته مؤدياً إلى رفع درجة الحرارة إلى أكثر من 5 درجات مئوية، فوق المعدل، وقد تستمر رياح البحر في الهبوب مدة يومين أو ثلاثة مسببةً طقساً يصعب احتماله وخسائر فادحة في المحاصيل الزراعية.

### رياح الطبيب
رياح الطبيب اسم يطلق على الرياح التي تعمل على تلطيف حرارة الجو في مناطق العروض المنخفضة التي يسودها حالة من السكون لفترة طويلة من الزمن، وهذا ما يطلق على نسيم البحر في سواحل المنطقة الاستوائية، كما يطلق على الرياح التجارية عندما تستطيع النفاذ إلى المنطقة الاستوائية أثناء تحرك نطاق الضغط المنخفض الاستوائي شمالاً أو جنوباً مع حركة الشمس الظاهرية، كما يطلق على رياح الهارمتان عندما تهب واصلةً إلى ساحل أفريقيا الغربي (سواحل غينيا) ملطفة المناخ.

## استغلال الرياح

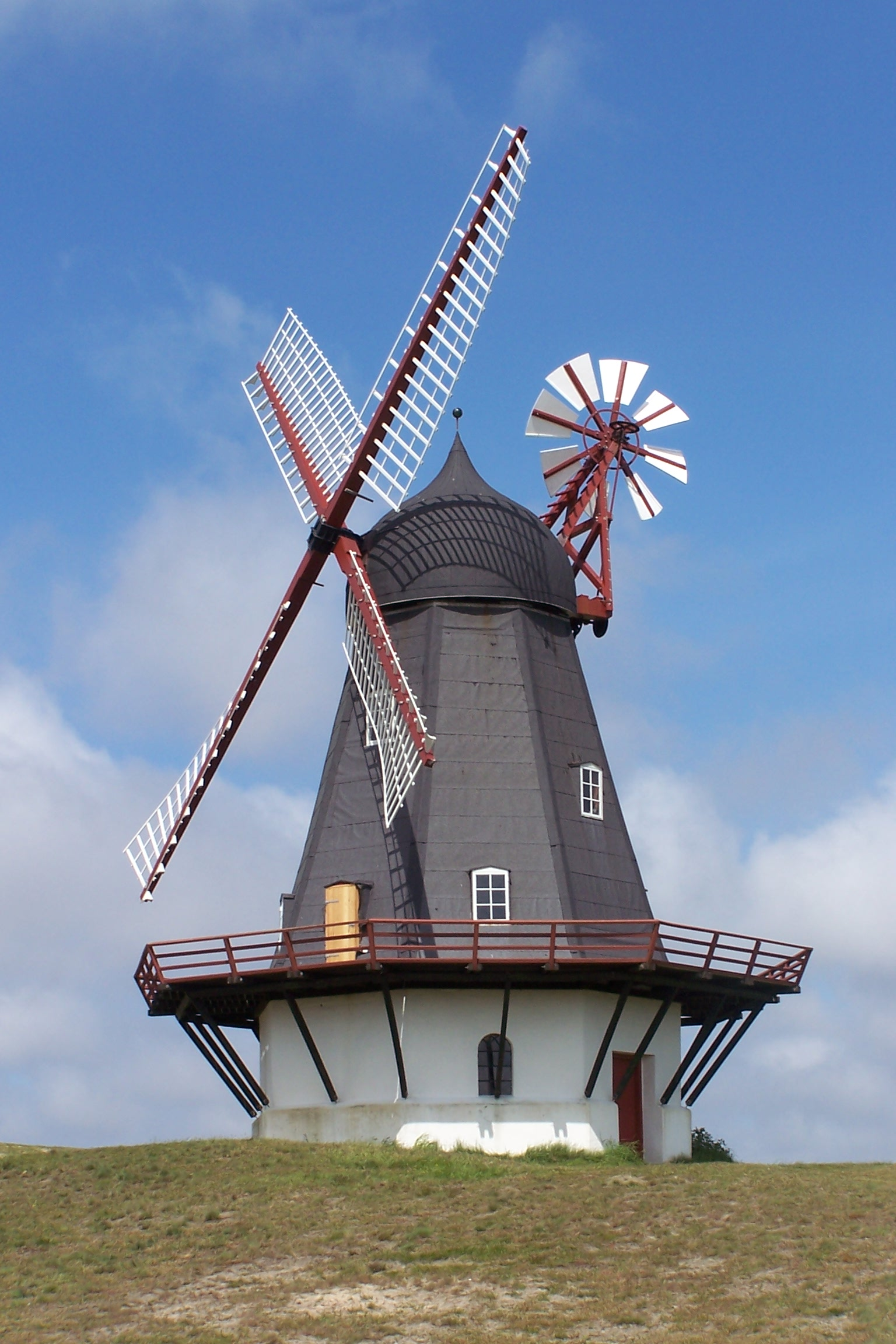
طاحونة هوائية

تمكن الإنسان من استغلال الرياح بصور متعددة، مثل استغلالها:
- كمصدر للطاقة:
  - لإدارة الطواحين الهوائية
  - كمولد للطاقة الكهربائية باستعمال الرياح.
- كقوة دافعة:
  - لدفع السفن الشراعية
  - لرفع الطائرات وحتى الورقية

وتفيد في الطيران والزراعة والصناعة فإذا كانت شديدة فإن بعض المجالات تتأثر بالرياح.

## الريح والرياح حسب الإسلام
وهنالك الكثير ممّن يخلطون بين الريح والرياح؛ إذ إنّ لكلٍّ منهما دلالة مختلفة عن الأخرى، فالريح دائمًا تدل على العذاب والعقاب والتخويف والسخط كالريح التي عُذِّب بها الأقوام السابقة كما ذُكر في القرآن: ﴿وَأَمَّا عَادٌ فَأُهْلِكُوا بِرِيحٍ صَرْصَرٍ عَاتِيَةٍ ۝٦﴾ [الحاقة:6]، بينما الرّياح دائمًا ما تدلّ على النعمة وتبشر بالخير؛ فالرّياح نعمة حسبما ذكر في القرآن: ﴿وَهُوَ الَّذِي يُرْسِلُ الرِّيَاحَ بُشْرًا بَيْنَ يَدَيْ رَحْمَتِهِ حَتَّى إِذَا أَقَلَّتْ سَحَابًا ثِقَالًا سُقْنَاهُ لِبَلَدٍ مَيِّتٍ فَأَنْزَلْنَا بِهِ الْمَاءَ فَأَخْرَجْنَا بِهِ مِنْ كُلِّ الثَّمَرَاتِ كَذَلِكَ نُخْرِجُ الْمَوْتَى لَعَلَّكُمْ تَذَكَّرُونَ ۝٥٧﴾ [الأعراف:57].